# Mascaromyia gerlachi
Mascaromyia gerlachi är en tvåvingeart som beskrevs av Henk J.G. Meuffels och Patrick Grootaert 2007. Mascaromyia gerlachi ingår i släktet Mascaromyia och familjen styltflugor.
Artens utbredningsområde är Seychellerna. Inga underarter finns listade i Catalogue of Life.